# MELiSSA
MELiSSA (Micro-Ecological Life Support System Alternative) ist ein ESA-Projekt zur Untersuchung von Recycling-Methoden von menschlichen Ausscheidungen und Biomüll bei Langzeit-Raumflügen. Im Jahr 2007 oder 2010 waren an dem Projekt u. a. folgende Institutionen beteiligt: Universität Gent, Universität Clermont-Ferrand, Autonome Universität Barcelona und die University of Guelph (Kanada). Es wurde damals durch die ESA, Spanien, Belgien und Kanada finanziert, teilweise auch durch Irland und die Niederlande.

## Entwicklungsphasen
Die Entwicklung jedes Melissa-Teilsystems soll fünf Phasen durchlaufen. Nach Planungsstand von 2007 wurden diese wie folgt definiert:

### Phase 1
Die erste Phase dient hauptsächlich grundlegenden Forschungen zur Machbarkeit des Projektes. Jeder Teil des Stoffkreislaufes wird separat analysiert. Dabei werden die sechs wichtigsten chemischen Elemente (Kohlenstoff, Wasserstoff, Stickstoff, Sauerstoff, Schwefel, Phosphor) betrachtet.

### Phase 2
Parallel zu Phase 1 werden in der zweiten Phase Untersuchungen zur Flugtauglichkeit der Experimente durchgeführt. Experimente wie MASK (Microgravity Analysis of Spirulina Kinetics), BIORAT, FEMME (First Extraterrestrial Man Made Ecosystem) und MESSAGE (Microbial Experiment in Space Station About Gene Expression) werden angestoßen.

### Phase 3
in der dritten Phase finden Boden- und Weltraumdemonstrationen statt. In der Antarktis entsteht ein Wasser-Recycling-System für die Concordia-Station.

### Phase 4
In der vierten Phase soll unter den Anforderungen einer Weltraummission ein Technologie-Transfer stattfinden.

### Phase 5
Abschließend soll in der fünften und letzten Phase das MELiSSA-Projekt einer breiten Öffentlichkeit vorgestellt werden. 2007 wurden beispielsweise 150 wissenschaftliche Artikel veröffentlicht.